# Малі Рашковці
Малі Рашковці (словац. Malé Raškovce, угор. Kisráska) — село, громада в окрузі Михайлівці, Кошицький край, східна Словаччина. Кадастрова площа громади — 8,75 км². Населення — 245 осіб.
Село розташоване на висоті 102 м над рівнем моря.

## Історія
Перша згадка 1220 року.

## Географія
Є супутником, за транспортними напрямками на північ, села Великі Рашковці.

## Населення
| Рік:            | 1994. | 2004.   | 2014.   | 2024.    |
| --------------- | ----- | ------- | ------- | -------- |
| Кількість осіб: | 264   | 245     | 248     | 220      |
| Різниця:        |       | -7,19 % | +1,22 % | -11,29 % |

| Рік:            | 2023. | 2024.   |
| --------------- | ----- | ------- |
| Кількість осіб: | 222   | 220     |
| Різниця:        |       | -0,90 % |

## Інфраструктура
У селі є місцевий культурний центр.